# Bộ Tham mưu liên hợp Quân ủy Trung ương Trung Quốc
Bộ Tham mưu Liên hợp Quân ủy Trung ương Trung Quốc (chữ Hán: 中央军事委员会联合参谋部, Trung ương Quân sự Ủy viên hội Liên hợp Tham mưu Bộ), đôi khi vẫn được gọi là Bộ Tổng Tham mưu Quân Giải phóng Nhân dân Trung Quốc, là một trong 15 cơ quan trực thuộc Quân ủy Trung ương Trung Quốc, phụ trách công tác tham mưu liên quân binh chủng cho Quân ủy Trung ương, xây dựng kế hoạch và chỉ huy tác chiến, nghiên cứu các hình thái chiến lược quân sự, tổ chức, tổ chức chỉ đạo huấn luyện liên quân, cùng một số chức năng quân sự khác.

## Quá trình phát triển

### Sơ kỳ
Lực lượng vũ trang của Đảng Cộng sản Trung Quốc được chính thức thành lập ngày 1 tháng 8 năm 1927. Tuy nhiên, ngay từ tháng 5 năm 1927, Ban Quân sự của Đảng Cộng sản Trung Quốc đã thành lập Khoa Tham mưu, do Nhiếp Vinh Trăn là Khoa trưởng. Đây chính là tiền thân đầu tiên của Bộ Tham mưu Liên hợp sau này.
Tuy nhiên sau một thời gian ngắn, cơ cấu Ban Quân sự lẫn Khoa Tham mưu đều bị bãi bỏ. Mãi đến năm 1930, Quân ủy Trung ương Đảng Cộng sản Trung Quốc mới ban bố Dự thảo Biên chế Hồng quân công nông Trung Quốc, theo đó thành lập Bộ Tham mưu, cùng với các khoa Tác chiến, Giao thông, Điệp báo, Huấn luyện, Công Nông vũ trang, là các cơ quan chuyên môn trực thuộc Trung ương Quân ủy. Lưu Bá Thừa được cử làm Tham mưu trưởng đầu tiên.
Khi Cộng hòa Xô viết Trung Hoa ra đời, tháng 11 năm 1931, Bộ Tham mưu Quân ủy được nâng lên thành Bộ Tổng tham mưu. Diệp Kiếm Anh được cử làm Bộ trưởng Bộ Tổng tham mưu. Sang năm 1932, chức vụ Bộ trưởng Bộ Tổng tham mưu được đổi thành Tổng tham mưu trưởng. Bộ Tổng tham mưu cũng hình thành các cơ qua giúp việc, gồm 4 cục và Vụ Thông tấn Quân ủy. Đến tháng 3 năm 1935, Bộ Tổng tham mưu Quân ủy được chuyển thành Bộ Tổng tham mưu Hồng quân công nông Trung Quốc.

### Chiến tranh Trung-Nhật và Nội chiến Quốc-Cộng lần thứ 2
Sau Hội nghị Lạc Xuyên, ngày 22 tháng 8 năm 1937, Trung ương Đảng Cộng sản Trung Quốc thành lập Cách mệnh Quân ủy Hội, do Mao Trạch Đông làm Chủ tịch; sau đó thành lập Bộ Tổng tham mưu Quân ủy, do Tiêu Kính Quang làm Tổng tham mưu trưởng, Nhiếp Hạc Đình làm Bộ trưởng Bộ tham mưu, dưới thành lập 4 cục chuyên môn. Ngày 25 tháng 8, Hồng quân công nông Trung Quốc được cải tổ thành Bát lộ quân Quân Cách mệnh Quốc dân, Diệp Kiếm Anh làm Tham mưu trưởng.
Trong thời kỳ nổ ra Nội chiến Quốc-Cộng lần thứ 2, Tổng tham mưu trưởng Quân ủy không có bộ máy Bộ Tổng tham mưu giúp việc. Mãi đến tháng 6 năm 1947, Tổng bộ Quân Giải phóng Nhân dân Trung Quốc được thành lập, bộ máy Bộ Tổng tham mưu mới được xây dựng trở lại.

### Đến trước Cách mạng Văn hóa
Sau khi nước Cộng hòa Nhân dân Trung Hoa ra đời, Cách mệnh Quân ủy Hội của chính phủ nhân dân cũng được thành lập, trên thực tế hầu hết đều là các thành viên của Cách mệnh Quân ủy Hội của Đảng Cộng sản Trung Quốc. Từ Hướng Tiền được điều động làm Tổng tham mưu trưởng, chịu trách nhiệm xây dựng bộ máy Bộ Tổng tham mưu.
Tuy nhiên, mãi đến tháng 10 năm 1954, Bộ Tổng tham mưu Quân Giải phóng Nhân dân Trung Quốc mới được chính thức thành lập, do Túc Dụ làm Tổng tham mưu trưởng. Tuy nhiên, trước khi cuộc Cách mạng Văn hóa nổ ra, sóng gió đã nổi lên tại Bộ Tổng tham mưu. Từ năm 1958 đến 1966, hàng loại lãnh đạo cao cấp của Bộ Tổng tham mưu bị thay đổi một cách nhanh chóng.

## Tổ chức
- Văn phòng
- Cục Công tác Chính trị (政治工作局)
- Cục Tác chiến (作战局)
- Cục Huấn luyện cấp chiến dịch và chiến lược (战略战役训练局)
- Cục Quân báo (情报局)
- Cục Thông tin liên lạc (信息通信局)
- Cục Bảo vệ Môi trường Chiến tranh (战场环境保障局)
- Cục Nghiên cứu Quân sự (军事需求局)
- Cục Cảnh vệ (警卫局)

## Lãnh đạo Bộ Tham mưu liên hợp đương nhiệm
- Tham mưu trưởng: Thượng tướng Lưu Chấn Lập (2022–nay)
- Phó Tham mưu trưởng:

1. Trung tướng Mã Nghi Minh (1/2017–nay) [3]
2. Thiếu tướng Thiệu Nguyên Minh (1/2017–nay)[4]

- Trợ lý Tham mưu trưởng:

1. Trung tướng Trần Dũng（2016–nay）[5]
2. Chuẩn Đô đốc Khương Quốc Bình（7/2017–nay）[6]
3. Thiếu tướng Trần Quang Quân (7/2017–nay）[7]

## Tổng Tham mưu trưởng qua các thời kỳ
| TT | Tên              | Thời gian đảm nhiệm | Chức vụ                                                        | Ghi chú                                                                                    |
| -- | ---------------- | ------------------- | -------------------------------------------------------------- | ------------------------------------------------------------------------------------------ |
| 1  | Nhiếp Vinh Trăn  | 1927                | Khoa trưởng Khoa Tham mưu, Ban Quân sự Đảng                    |                                                                                            |
| 2  | Lưu Bá Thừa      | 1930-1931           | Tham mưu trưởng Bộ Tham mưu Quân ủy Trung ương Đảng            |                                                                                            |
| 3  | Diệp Kiếm Anh    | 1931-1932           | Bộ trưởng Bộ Tổng tham mưu Quân ủy Trung ương Đảng             |                                                                                            |
| 3  | Diệp Kiếm Anh    | 1932-1933           | Tổng tham mưu trưởng Bộ Tổng tham mưu Quân ủy Trung ương Đảng  |                                                                                            |
| 3  | Diệp Kiếm Anh    | 1933-1934           | Tổng tham mưu trưởng Bộ Tổng tham mưu Hồng quân công nông      |                                                                                            |
| 4  | Lưu Bá Thừa      | 1934-1937           | -nt-                                                           |                                                                                            |
| 5  | Tiêu Kính Quang  | 1937-1938           | Tổng tham mưu trưởng Bộ Tổng tham mưu Quân ủy Trung ương Đảng  |                                                                                            |
| 6  | Đằng Đại Viễn    | 1938-1940           | -nt-                                                           |                                                                                            |
| 7  | Vương Nhược Phi  | 1940-1941           | -nt-                                                           |                                                                                            |
| 8  | Diệp Kiếm Anh    | 1941-1945           | -nt-                                                           | kiêm Tham mưu trưởng Tập đoàn quân 18                                                      |
| 9  | Bành Đức Hoài    | 1945-1946           | -nt-                                                           | Phó Chủ tịch Quân ủy Trung ương Đảng kiêm nhiệm                                            |
| 10 | Chu Ân Lai       | 1946-1949           | -nt-                                                           | -nt-                                                                                       |
| 11 | Từ Hướng Tiền    | 1949-1950           | -nt-                                                           |                                                                                            |
| 12 | Nhiếp Vinh Trăn  | 1950-1954           | -nt-                                                           |                                                                                            |
| 13 | Túc Dụ           | 1954-1958           | Tổng tham mưu trưởng Bộ Tổng tham mưu Quân Giải phóng Nhân dân | Đại tướng (1955)                                                                           |
| 14 | Hoàng Khắc Thành | 1958-1959           | -nt-                                                           | Đại tướng (1955)                                                                           |
| 15 | La Thụy Khanh    | 1959-1965           | -nt-                                                           | Đại tướng (1955), Bí thư trưởng Quân ủy, Phó thủ tướng, kiêm Bộ trưởng Công an, kiêm nhiệm |
| 16 | Dương Thành Vũ   | 1965-1968           | -nt-                                                           | Thượng tướng (1955), quyền                                                                 |
| 17 | Hoàng Vĩnh Thắng | 1968-1971           | -nt-                                                           | Thượng tướng (1955)                                                                        |
|    | khuyết           | 1971-1975           |                                                                |                                                                                            |
| 18 | Đặng Tiểu Bình   | 1975-1998           | -nt-                                                           | Phó Chủ tịch Đảng, Phó Thủ tướng Chính phủ kiêm nhiệm                                      |
| 19 | Dương Đắc Chí    | 1980-1987           | -nt-                                                           | Thượng tướng (1955)                                                                        |
| 20 | Trì Hạo Điền     | 1987-1992           | -nt-                                                           | Thượng tướng (1988)                                                                        |
| 21 | Trương Vạn Niên  | 1992-1995           | -nt-                                                           | Trung tướng (1988), Thượng tướng (1993)                                                    |
| 22 | Phó Toàn Hữu     | 1995-2002           | -nt-                                                           | Thượng tướng (1993)                                                                        |
| 23 | Lương Quang Liệt | 2002-2007           | -nt-                                                           | Thượng tướng (2002)                                                                        |
| 24 | Trần Bỉnh Đức    | 2007-2012           | -nt-                                                           | Thượng tướng (2002)                                                                        |
| 25 | Phòng Phong Huy  | 2012-2016           | Tổng tham mưu trưởng Bộ Tổng tham mưu Quân Giải phóng Nhân dân | Thượng tướng (2010)                                                                        |
| 25 | Phòng Phong Huy  | 2016-2017           | Tham mưu trưởng Bộ Tham mưu liên hợp Quân ủy Trung ương        | Thượng tướng (2010)                                                                        |
| 26 | Lý Tác Thành     | 2017-nay            | -nt-                                                           | Thượng tướng (2015)                                                                        |